# Roelf de Boer

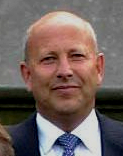
Roelf de Boer em 2002

Roelf Hendrik de Boer (nascido em 9 de outubro de 1949, Rotterdam) é um político holandês aposentado que era membro da Lista Pim Fortuyn (LPF).
de Boer serviu como Reserva na Marinha Holandesa antes de se tornar empresário e presidente da European Waterways Transport (EWT). Ele era membro do VVD antes de ingressar no LPF. de Boer serviu como parte do primeiro gabinete de Balkenende como ministro dos Transportes e Gestão da Água e, posteriormente, como vice-primeiro-ministro após a renúncia de Eduard Bomhoff.